# Supertaça de Portugal 1980
La Supertaça de Portugal 1980 è stata la 2ª edizione della Supercoppa portoghese, ovvero l'annuale incontro di apertura della stagione calcistica portoghese che vede di fronte i vincitori della Primeira Divisão della stagione precedente e della Taça de Portugal (o la finalista di quest'ultima in caso il vincitore di campionato e coppa coincidano).
Nella Supercoppa del 1980 si affrontarono lo Sporting Lisbona (campione della Primeira Divisão 1979-80) e il Benfica, detentore della Taça de Portugal.
L'incontro d'andata, disputato il 10 settembre 1980, allo Stadio Alvalade vide le due squadre pareggiare 2-2, con lo Sporting in grado di rimontare lo svantaggio di 0-2 grazie alla doppietta di Jordão. Al termine della gara di ritorno, giocato il 29 ottobre successivo al Da Luz, i padroni di casa del Benfica si imposero sui rivali cittadini per 2-1 e conquistarono la loro prima Supercoppa di Portogallo.

## Le squadre
| Squadre          | Qualificazione                             | Partecipazioni precedenti     |
| ---------------- | ------------------------------------------ | ----------------------------- |
| Sporting Lisbona | Vincitore della Primeira Divisão 1979-1980 | Prima partecipazione assoluta |
| Benfica          | Vincitore della Taça de Portugal 1979-1980 | Prima partecipazione assoluta |

## Tabellini

### Andata
| Arbitro: | Vítor Correia (Lisbona) |

|                        |           |                             |
| Jordão 59’ (rig.), 67’ | Marcatori | 10’ Carlos Manuel 42’ César |

| Sporting CP | Benfica |

#### Formazioni
| Sporting Lisbona |   |                     |  |     |
|                  |   |                     |  |     |
| P                | 1 | António Vaz         |  |     |
| D                |   | Francisco Barão     |  |     |
| D                |   | Eurico Gomes        |  |     |
| D                |   | Augusto Inácio      |  |     |
| D                |   | Zezinho             |  |     |
| C                |   | Ademar Marques      |  |     |
| C                |   | Lito                |  |     |
| A                |   | Manoel Costa        |  | 30’ |
| A                |   | Salvador Almeida    |  | 46’ |
| A                |   | Rui Jordão          |  |     |
| A                |   | Manuel Fernandes () |  |     |
| Sostituiti:      |   |                     |  |     |
| A                |   | Carlos Freire       |  | 30’ |
| A                |   | Dilson Santos       |  | 46’ |
| Allenatore:      |   |                     |  |     |
| Fernando Mendes  |   |                     |  |     |

| Benfica      |   |                      |             |     |
|              |   |                      |             |     |
| P            | 1 | Manuel Bento ()      |             |     |
| D            |   | Humberto Coelho      |             |     |
| D            |   | João Laranjeira      |             |     |
| D            |   | Frederico Rosa       |             |     |
| D            |   | António Bastos Lopes |             |     |
| C            |   | Shéu                 |             |     |
| C            |   | Carlos Manuel        | Ammonizione |     |
| C            |   | João Alves           |             |     |
| C            |   | Fernando Chalana     | Ammonizione | 81’ |
| A            |   | Nené                 |             |     |
| A            |   | César                |             | 45’ |
| Sostituiti:  |   |                      |             |     |
| C            |   | José Luís            |             | 81’ |
| A            |   | Francisco Vital      |             | 45’ |
| Allenatore:  |   |                      |             |     |
| Lajos Baróti |   |                      |             |     |

### Ritorno
| Arbitro: | Nemésio de Castro (Lisbona) |

|                    |           |                   |
| Nené 43’ Vital 86’ | Marcatori | 22’ (rig.) Jordão |

| Benfica | Sporting CP |

#### Formazioni
| Benfica      |   |                      |     |     |
|              |   |                      |     |     |
| P            | 1 | António Botelho      |     |     |
| D            |   | Carlos Alhinho       |     |     |
| D            |   | António Bastos Lopes | 33’ |     |
| D            |   | Frederico Rosa       |     |     |
| D            |   | António Veloso       |     |     |
| D            |   | Minervino Pietra     |     |     |
| C            |   | Carlos Manuel        |     |     |
| C            |   | João Alves           |     | 72’ |
| A            |   | César                |     | 46’ |
| A            |   | Nené ()              |     |     |
| A            |   | Francisco Vital      |     |     |
| Sostituiti:  |   |                      |     |     |
| C            |   | José Luís            |     | 72’ |
| C            |   | Joel Almeida         |     | 46’ |
| Allenatore:  |   |                      |     |     |
| Lajos Baróti |   |                      |     |     |

| Sporting Lisbona |   |                     |     |     |
|                  |   |                     |     |     |
| P                | 1 | António Fidalgo     |     |     |
| D                |   | Eurico Gomes        |     |     |
| D                |   | Augusto Inácio      | 61’ |     |
| D                |   | Francisco Barão     | 40’ | 74’ |
| D                |   | Vitorino Bastos     | 43’ |     |
| C                |   | Ademar Marques      |     |     |
| C                |   | Samuel Fraguito     |     |     |
| A                |   | Manoel Costa        | 33’ |     |
| A                |   | Manuel Fernandes () |     |     |
| A                |   | Rui Jordão          |     |     |
| A                |   | Salvador Almeida    |     |     |
| Sostituiti:      |   |                     |     |     |
| A                |   | Carlos Freire       |     | 74’ |
| Allenatore:      |   |                     |     |     |
| Fernando Mendes  |   |                     |     |     |